# 乌拉希村的阿卜杜拉-哈吉
乌拉希村的阿卜杜拉-哈吉（1870，达尔金区乌拉希 —1917）是一位达尔金族诗人、谢赫。他是达尔金语书面文学最早的代表人物之一。

## 生平
阿卜杜拉于1870年出生于乌拉希村一个富裕的卡迪家庭。在阿库沙的宗教学校接受宗教教育，之后成为一名卡迪，并出版伊斯兰教著作。
之后他游历了所有中东国家，精通了阿拉伯语。这期间他曾尝试用阿拉伯语创作宗教题材的诗歌。
他有一本大笔记本，用来记录他认为最值得关注的达尔金族民间歌谣。他后来成为了谢赫。
阿卜杜拉还曾两次徒步前往麦加进行朝觐。

## 创作
他的诗歌采用四行诗形式，作者押前三行的韵，诗中贯穿的使用了叠句。运用如此复杂的形式表明他对东方诗学有深厚的造诣。
阿卜杜拉广泛运用了民间文学素材。他从民间文学中借鉴了各种艺术表现手法。阿卜杜拉的许多诗歌都具有神秘主义的性质。在作品《永别了，愿你幸福，我的达吉斯坦故土》（«НахӀа ахӀли хьалин дару Дагъистан»）中，首次在达尔金文学中鲜明地表达了爱国主题。这首诗写于他开始朝觐之前。